# 格利維采體育館
格利維采體育館是一座位於波蘭格利維采的綜合室內體育館。主體育館設有13,752座位(最多可容納17,178名觀眾)，被認為是波蘭國內最大的娛樂和體育場館之一。

## 外部連結
维基共享资源上的相關多媒體資源：格利維采體育館
- 官方网站